# 高宮郡
高宮郡（日语：／ Takamiya gun */?）是過去屬於安藝國的郡。已於1898年10月1日與沼田郡合併為安佐郡；過去的轄區現在大多已併入廣島市，大部分位於安佐北區和安佐南區，另有少部分地區現被併入安藝高田市。

## 歷史

### 年表
- 1889年4月1日：實施町村制，高宮郡下轄：可部町、飯室村、大林村、狩小川村、龜山村、口田村、鈴張村、中原村、深川村、福木村、三入村、三川村。（1町11村）
- 1895年9月1日：落合村從深川村分村。（1町12村）
- 1898年10月1日：高宮郡和沼田郡合併為安佐郡。